# Аминта (сын Антиоха)
Аминта (др.-греч. Ἀμύντας, сын Антиоха; IV век до н. э.) — македонский военачальник, перешедший на службу к персам.
Аминта принадлежал к македонской аристократии. Вскоре после воцарения Александра Македонского он перебежал к Дарию III. На службе у персов Аминта руководил контингентами греческих наёмников, пытался организовать заговор по свержению и убийству Александра. Согласно античной традиции, Аминта отговаривал Дария III от генерального сражения на узкой прибрежной равнине при Иссе, так как в этих условиях терялось преимущество численного превосходства персов. После поражения при Иссе Аминта бежал и совершил попытку захватить власть в Египте, чтобы организовать сопротивление македонянам. Однако затея Аминты оказалась безуспешной и он был убит.

## Биография
О жизни Аминты, сына Антиоха, до смерти царя Македонии Филиппа II в 336 году до н. э. практически ничего неизвестно. Он принадлежал к македонской аристократии и обладал определённым влиянием. Согласно данным эпиграфики, Аминта до 338 года до н. э. получил проксению в аттическом городе Оропе.
Квинт Курций Руф утверждал, что после воцарения Александра Аминта был военачальником у юного царя. Через некоторое время он бежал ко двору персидского царя Дария III. Состояние источников не позволяет достоверно определить причину предательства со стороны Аминты. Арриан указывал, что «Александр ничего плохого ему не делал, но Аминта ненавидел его и считал, что недостойно претерпеть ему от Александра какую-либо немилость». Возможно, бегство Аминты, сына Антиоха, было связано с убийством Аминты IV, либо кого-то из македонских аристократов, к которым он был близок, после воцарения Александра.
В 334 году до н. э. в начале Восточного похода Александра Аминта руководил греческими наёмниками в Эфесе на восточном побережье Эгейского моря. После поражения персов при Гранике он предпочёл без боя покинуть город с войском  на двух кораблях и бежать в Галикарнас, так как не видел возможности организовать сопротивление на фоне возбуждённого состояния жителей, который были готовы в любой момент восстать против власти персов.
В 334 году до н. э. Аминта принимал участие в подготовке заговора в македонской ставке с целью убийства Александра, когда тот находился в ликийском городе Фаселисе. Аминта поддерживал связь с зятем наместника Александра в Македонии Антипатра и командиром фессалийской конницы Александром Линкестийцем. При воцарении Александр Македонский казнил братьев Александра Линкестийца по подозрению в заговоре. Александр Линкестиец также был под подозрением, однако новый царь его пощадил и даже приблизил к себе и поручил командовать важным воинским подразделением. Согласно Арриану, Аминта передал Дарию III некие письма от Александра Линкестийца. Дарий в свою очередь пообещал Александру Линкестийцу не только помощь в занятии македонского престола, но и тысячу талантов в придачу. Однако гонец Дария III Сисин был перехвачен македонским военачальником Парменионом, после чего Александр Линкестиец был арестован.
Накануне битвы при Иссе в 333 году до н. э. Аминта был единственным, кто советовал Дарию III ожидать Александра на равнинах к западу от Киликии, чтобы использовать на открытом пространстве преимущество численного превосходства персидской армии. Однако Дарий не прислушался к доводам Аминты. Плутарх передаёт историю о том как Дарий III на предостережения Аминты сказал, что боится как бы Александр от него не ускользнул и не избежал сражения. На это Аминта ответил, что такого не случится и Александр уже спешит, чтобы сразиться с персами.
Во время битвы при Иссе Аминта был одним из четырёх военачальников, которые командовали 20—30 тысячами греческих наёмников в центре. После поражения персов он с несколькими тысячами воинов переправился на захваченных в Триполи кораблях через Кипр в Египет, чтобы захватить эту богатую и слабозащищёную страну. Своих воинов он ранее убедил, что «персидский гарнизон остался без вождя и слаб, что египтяне всегда были враждебны своим преторам и примут греков не как врагов, а как друзей». Вступив в приграничный египетский город Пелузий, Аминта заявил местным жителям, что был послан Дарием заменить погибшего сатрапа Савака. Затем Аминта поднялся по реке до Мемфиса, где с помощью восставших египтян нанес серьёзный урон персам. Однако затем его люди, занимаясь грабежом, рассеялись по округе. Воспользовавшись их «беспечностью победителей» и разрозненностью, воодушевленные новым сатрапом Мазаком персы решились выйти из города на вылазку и перебили наёмников вместе с их вождем до последнего человека. По мнению Ф. Шахермайра, Аминта хотел организовать сопротивление македонянам в Египте. Однако персидские власти не признали его своим командующим, а антиперсидские силы считали Аминту слишком тесно связанным с Дарием III. В результате Аминта не имел поддержки и вся его затея провалилась.

## В литературе
Аминта упомянут в историческом художественном произведении об Александре Македонском «В глуби веков» Л. Ф. Воронковой.